# Stéphanie d'Arménie
Stéphanie d'Arménie (vers 1195 - juin 1220), plus connue sous le nom de Rita d'Arménie, est une princesse arménienne membre de la dynastie des Roupénides qui devînt reine consort de Jérusalem tout en étant aussi prétendante au trône du royaume arménien de Cilicie.

## Biographie
Stéphanie était le seul enfant de Léon II, roi d'Arménie cilicienne, par sa première épouse Isabelle,. L'origine maternelle de Stéphanie est sujette à débat selon les différents chercheurs. L'hypothèse la plus fréquente est celle que sa mère était une nièce de Sibylle d'Arménie, épouse de Bohémond III d'Antioche. Une autre hypothèse, moins avancée mais existante, propose qu'elle serait une dame autrichienne, fille d'un baron croisé du Saint-Empire. Fille unique, elle avait une dizaine d'années lorsque sa mère mourut.
Vers 1210, son père Léon II se remarie avec Sibylle de Lusignan, fille d'Isabelle Ière de Jérusalem. De ce mariage, elle a gagné une demi-sœur, Isabelle.
En avril 1214, Stéphanie épouse le champenois Jean de Brienne, roi de Jérusalem (1210 - 1225) et qui sera empereur latin de Constantinople de 1229 à 1237. Ce dernier n'avait que récemment perdu sa première épouse, Maria de Montferrat, reine de Jérusalem, qui était une sœur de la belle-mère de Stéphanie, Sibylle de Lusignan.